# Johanna Beaufort (skotsk drottning)
Johanna Beaufort, född omkring 1404, död 15 juli 1445, var genom sitt äktenskap med Jakob I drottning av Skottland 1424–1437 och förmyndarregent för sin son Jakob II 1437–1439.

## Biografi
Hon var dotter till John Beaufort, 1:e earl av Somerset och Margaret Holland samt brorsdotter till Henrik IV av England.
Jakob I blev förälskad i henne under sin fångenskap i England och antas ha skrivit sitt kärlekspoem, The Kingis Quair, till henne. Hon gifte sig med honom den 2 februari 1424 och åtföljde honom sedan till Skottland. Då Jakob mottog sina vasallers trohetsed lät han dem även svära Johanna trohet.
Då Jakob mördades 20 eller 21 februari 1437 lyckades hon fly med sin son och utropa sig till regent. Dock var skottarna ovilliga att acceptera en engelsk kvinna som regent och hon fick därför Archibald Douglas som medregent. Hon fick sedan makens mördare och oppositionen oskadliggjord. Hon lämnade Edinburgh för att undkomma guvernör William Crichtons inflytande och sökte skydd hos Alexander Livingston, guvernör på Stirling castle. Då Chrichton och Livingston slöt fred, sökte hon stöd hos James Stewart, the Black Knight of Lorn, och gifte sig med honom 1439. Livingston kidnappade då hennes son och tillfångatog henne. Hon frigavs då hon gick med på att avsäga sig regentskapet.